# Peperomia caperata
Peperomia caperata, también conocida como peperomia de rizo esmeralda, cola de ratón o cascara de nuez es una especie de planta de flores de la familia Piperaceae, originaria de Brasil.
Es una planta herbácea y perenne que crece formando montículos de unos 20 cm de alto y ancho, con hojas corrugadas en forma de corazón, pecíolos de un color rojizo y espigas compactas de flores blancas de entre 5 y 8 cm de largo.
Si las temperaturas bajan de 15 °C, es aconsejable su cultivo en interiores, sobre todo en regiones templadas. Se han desarrollado numerosos cultivares, de los cuales Luna Red obtuvo el Galardón al Mérito en Jardinería de la Real Sociedad de Horticultura.

## Cuidados y cultivo
Es aconsejable un sustrato de humus, grava y turba, prefiere un ambiente con alta humedad, sobre todo en climas cálidos, pero es sensible al riego excesivo ya que causa pudrición en las raíces. Su rango de temperatura va desde los 16 a los 24 °C, si baja más, los riegos deben ser más espaciados y reducidos. 
No requiere mucha luz ya que crece bajo los árboles en su entorno natural, la luz directa tiende a decolorar las hojas e incluso a debilitarlas.
Las hojas se pueden limpiar con un paño húmedo, si el aire está muy seco, se pueden pulverizar para mantener la humedad.
Se puede reproducir por medio de esquejes de hojas con pecíolo.

## Hidratación
Precisa un riego escaso puesto que sus hojas son carnosas y almacena agua en ellas.

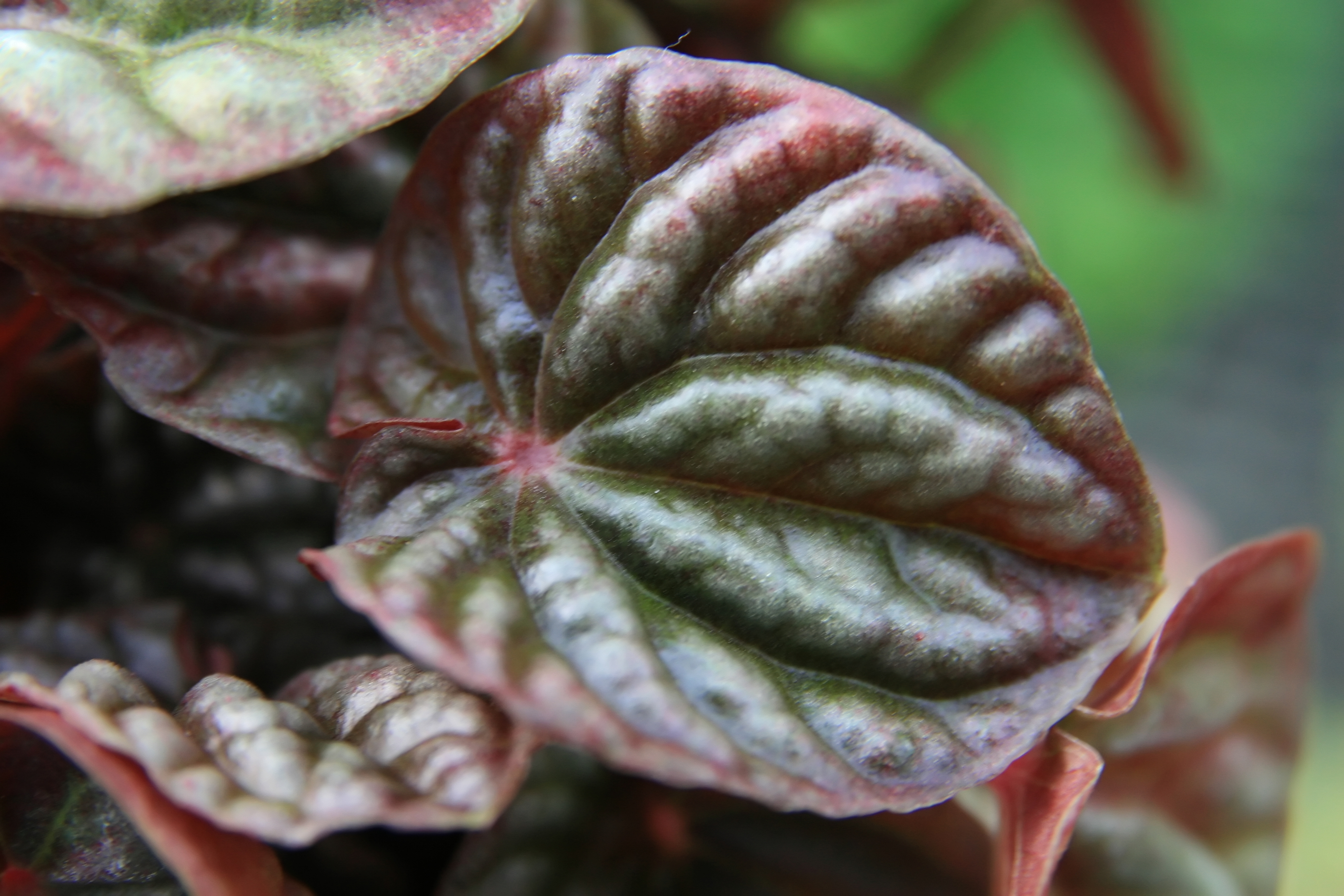
Detalle de hoja de un cultivar Luna Red.

## Utilidades
es utilizada para la desinflamacion (permite la desinflamacion)

## Galería

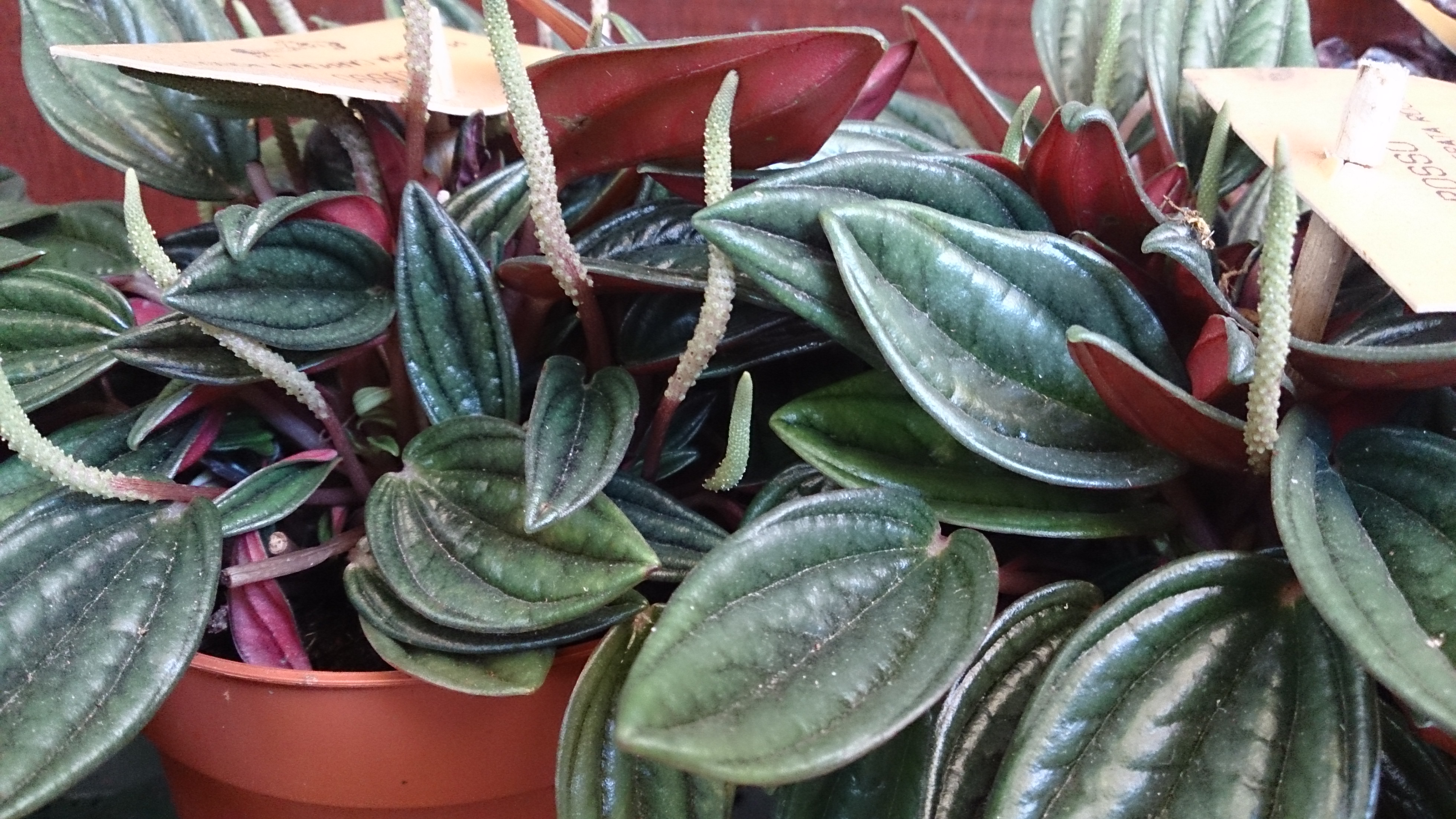
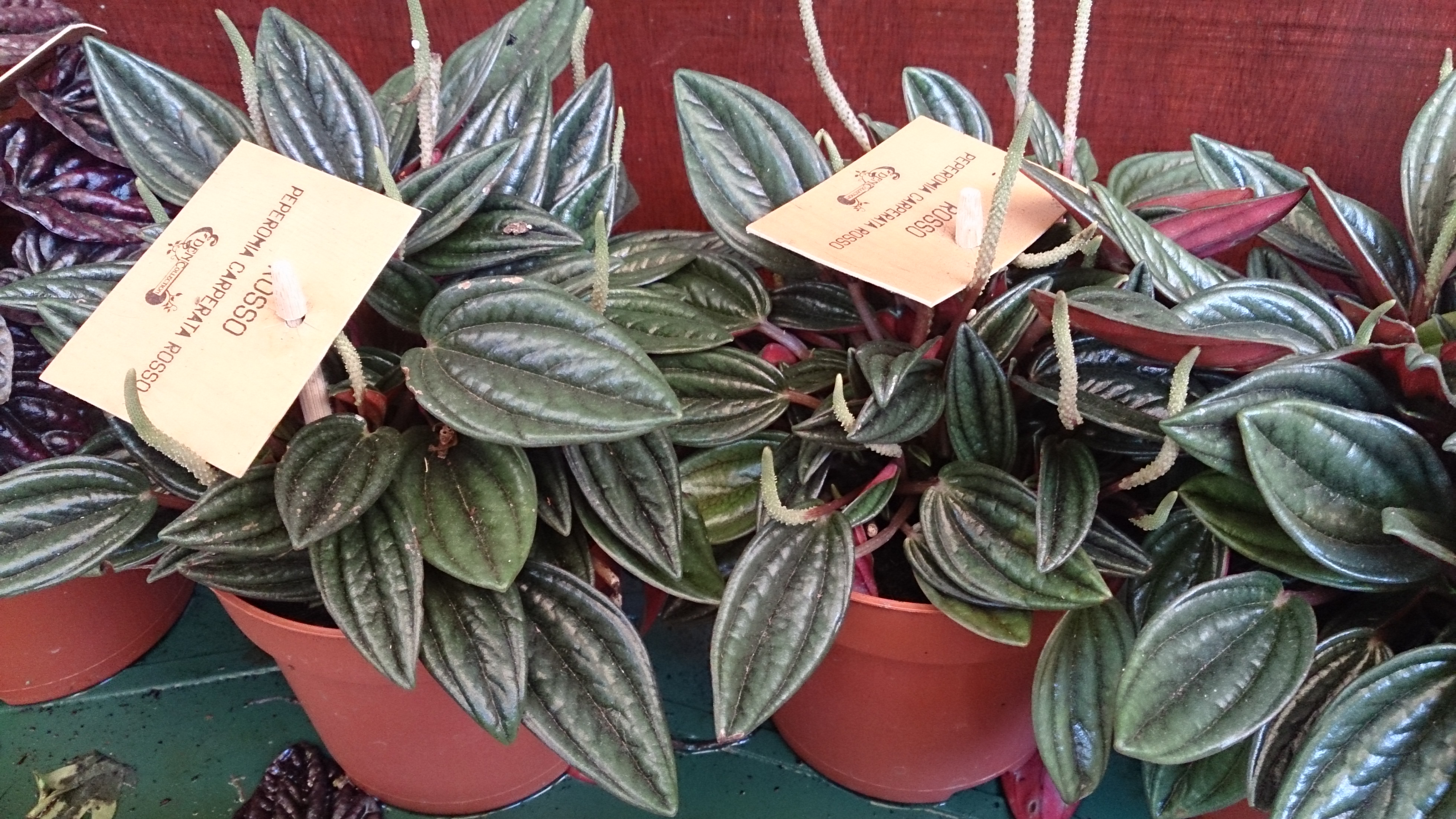
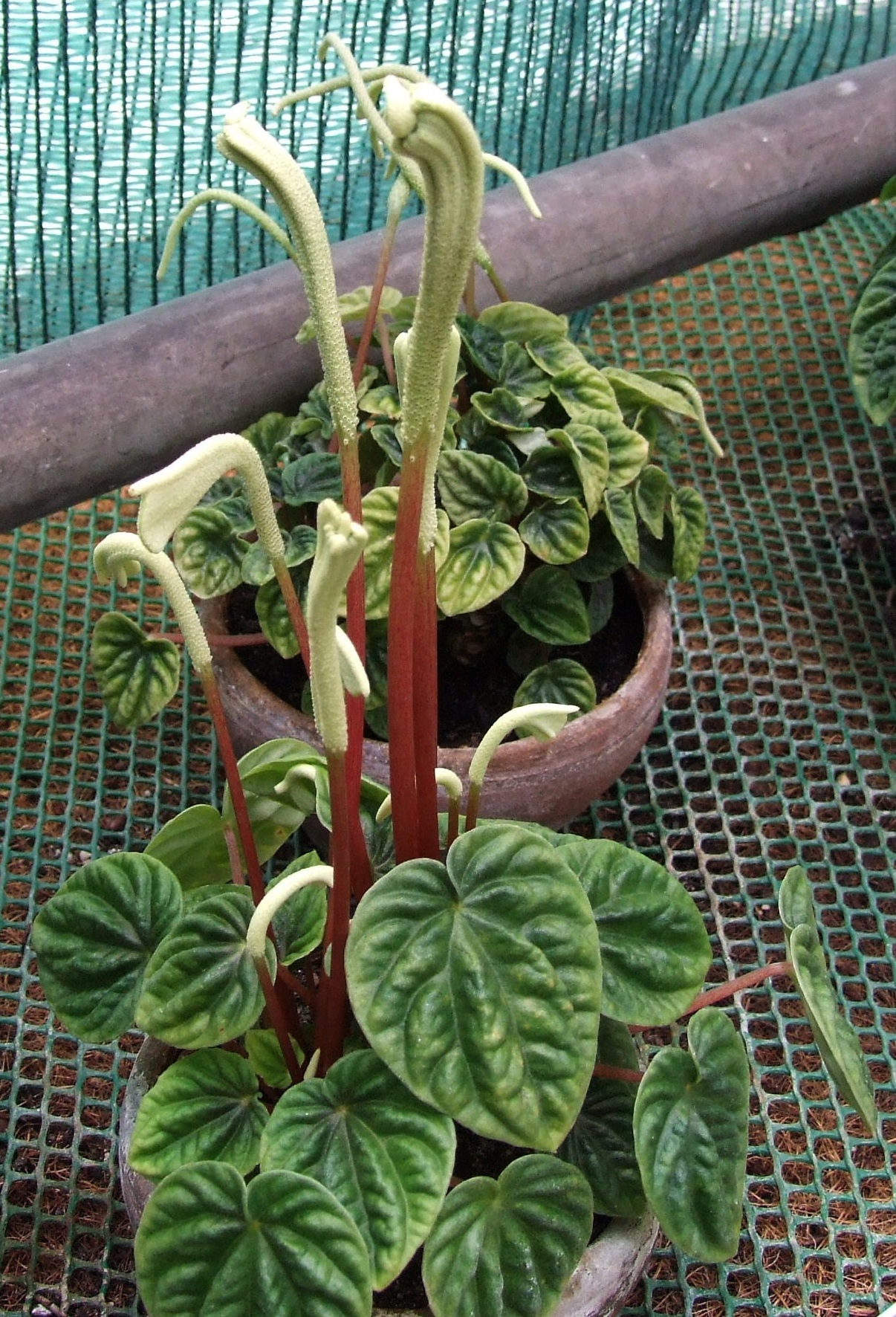
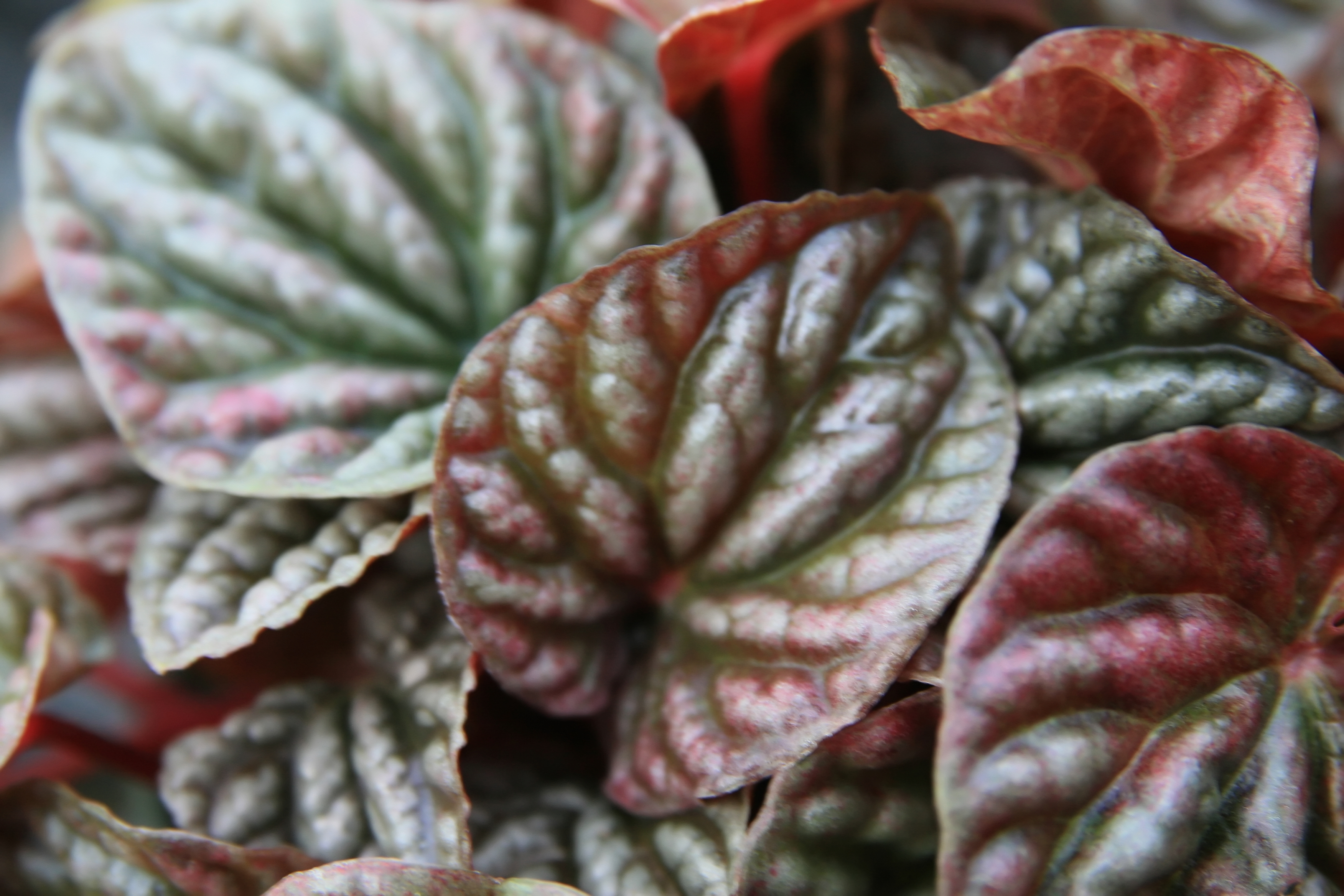
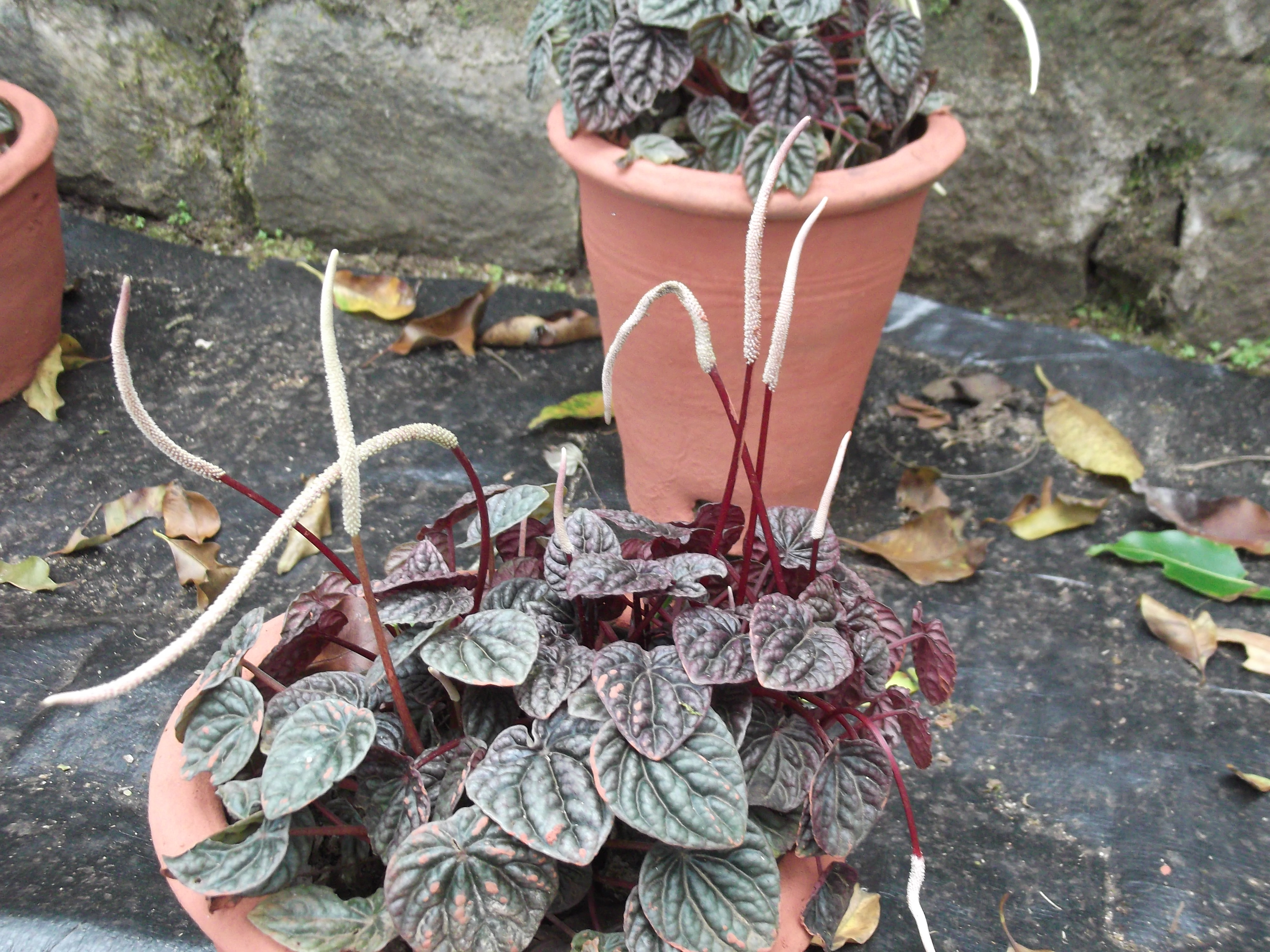
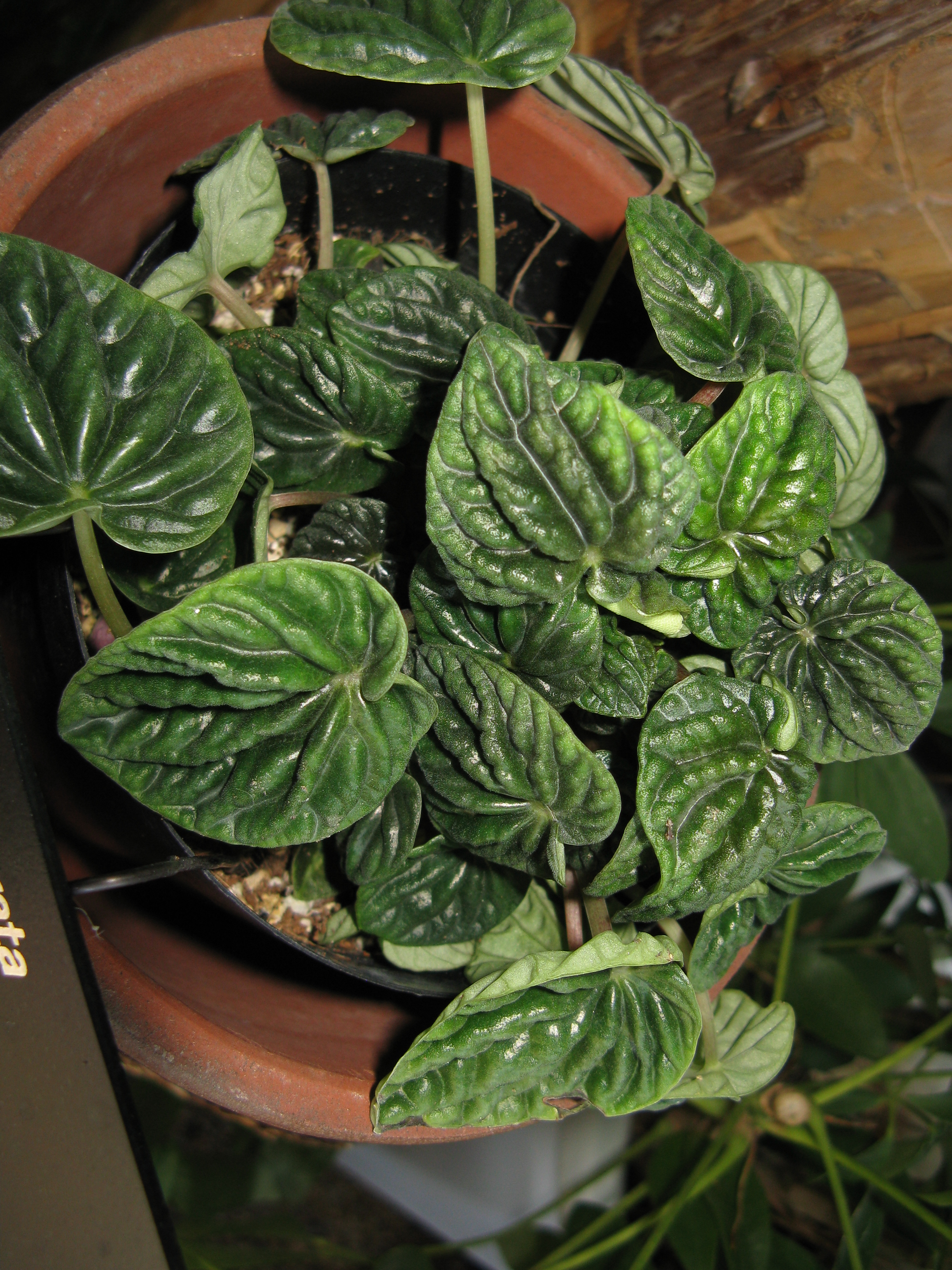

## Propiedades
Desinflamatorias y 
Digestivas